# Valbandon
Valbandon (en italien : Valbandon) est une localité de Croatie située en Istrie, dans la municipalité de Fažana, dans le comitat d'Istrie.